# Diplomáciai forradalom

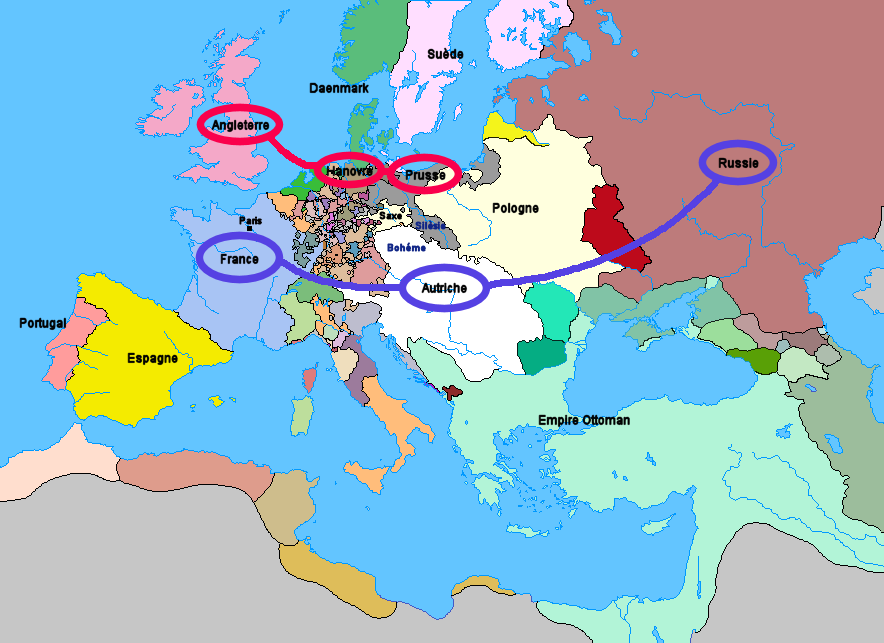
Európa szövetségi rendszere a hétéves háborúban.

Az 1756-os diplomáciai forradalom az európai nagyhatalmak szövetségi rendszerének megváltozását hozta az osztrák örökösödési háború és a hétéves háború között. A dunai Habsburg Birodalom, Nagy-Britannia korábbi partnere a Francia Királyság szövetségese lett, míg a korábban franciabarát Poroszország Nagy-Britanniával szövetkezett. A korszak legbefolyásosabb diplomatája az osztrák államférfi, Wenzel Anton von Kaunitz volt.

## Előzmények
A külkapcsolatok megváltozása a Habsburg–angol viszonyok megromlásával magyarázható. Az aacheni békében Mária Terézia kénytelen volt lemondani majdnem egész Sziléziáról a Porosz Királyság javára, a franciák által megszállt Dél-Németalföld viszont visszakerült a Habsburg monarchiához. Mária Terézia Nagy-Britannia szövetségeseként nagy árat fizetett: az angolok csak a francia nagyhatalom visszaszorítása érdekében szövetkeztek Béccsel, de Szilézia visszaszerzését nem támogatták. Ráadásul a Habsburg monarchia több fontos területet kényszerült feladni: a brit diplomáciai nyomás miatt Mária Terézia Lombardia nagy részét kiürítette, akárcsak az osztrák örökösödési háborúban elfoglalt bajor területeket. A britek arra kényszerítették, hogy engedje át Parmát a Bourbonok uralta Spanyolországnak, s ami ennél is fontosabb, hogy ismerje el a háború alatti porosz területszerzést.
A Habsburgokat fenyegető porosz terjeszkedést ezzel szemben az angolok örömmel fogadták, akik a meggyengült Ausztria helyett a francia hatalom ellensúlyaként tekintettek a poroszokra.

## A diplomáciai forradalom jelentősége
A dunai Habsburg Birodalom az 1526 óta eltelt két évszázadban legfeljebb reagálni tudott a török és francia támadásokra, támadó háborút csak ritkán indított. Mind a spanyol örökösödési háborút, mind az osztrák örökösödési háborút Bécs egy Anglia által szervezett koalíció tagjaként harcolta végig. Ezzel szemben Kaunitz kancellársága alatt Bécs kezdeményező féllé vált, a francia–osztrák–orosz szövetség a bécsi diplomácia nagy győzelme volt. A Habsburg Birodalom Európa szerte elismert nagyhatalom lett, ezt jelképezte a központosított bürokrácia és francia típusú külügyi apparátus is.
A francia–osztrák–orosz szövetség talán még fontosabb következménye volt, hogy utat nyitott az Orosz Birodalomnak Közép-Európába. Oroszország a svédek és törökök elleni háborús sikerei, továbbá lengyelországi terjeszkedése ellenére periférikus hatalomnak számított. A hétéves háború után az orosz diplomáciára és az orosz katonai potenciál a többi európai nagyhatalom számára mindmáig megkerülhetetlenné vált.